# Präsidentschaftswahl in Estland 2021

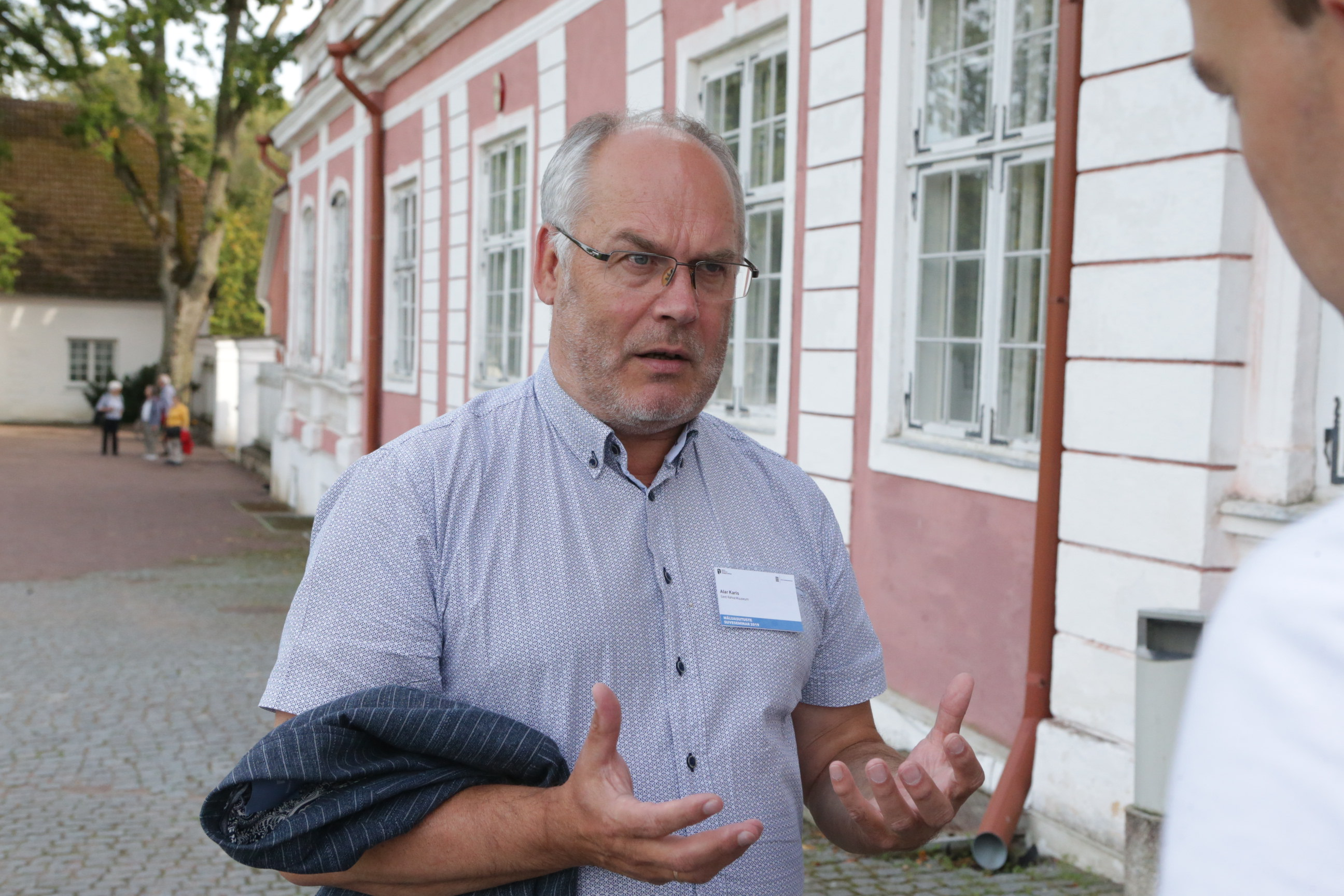
Das Parlament wählte am 31. August 2021 Alar Karis (hier 2019) zum 6. Staatspräsidenten der Republik Estland

Die Präsidentschaftswahl in Estland 2021 fand am 30. und 31. August im Parlament statt. Im zweiten Wahlgang wurde der einzige Kandidat, der Wissenschaftler Alar Karis, zum 6. Staatspräsidenten der Republik Estland gewählt. Er wurde am 11. Oktober 2021 vereidigt.

## Wahl
Die fünfjährige Amtszeit der vorherigen estnischen Staatspräsidentin, Kersti Kaljulaid, endete am 11. Oktober 2021. Ihre anschließende Wiederwahl für eine zweite Amtszeit wäre nach der Verfassung zulässig gewesen.
Die parteilose Kaljulaid, die im Januar 2021 ihre Ambitionen auf das Amt der OECD-Generalsekretärin aufgegeben hatte, erklärte am 16. August, dass sie für eine weitere Amtszeit zur Verfügung stünde. Die estnischen Sozialdemokraten, die mit elf Abgeordneten im Parlament vertreten sind, hatten frühzeitig Unterstützung für eine Wiederwahl der Staatspräsidentin signalisiert.
Die damaligen Regierungskoalition aus Estnischer Reformpartei und Estnischer Zentrumspartei verfügte im Parlament zusammen über 59 von 101 Abgeordneten. Im Koalitionsvertrag vom Januar 2021 wurde die Frage der Präsidentschaftswahl ausgeklammert. Beide Parteien einigten sich nach kontroversen Beratungen am 22. August auf eine Unterstützung des parteilosen früheren Rechnungshofs-Präsidenten Alar Karis für die Wahl zum neuen Staatspräsidenten.
Die rechtspopulistische Partei EKRE (19 Abgeordnete) wollte den früheren Parlamentspräsidenten Henn Põlluaas ins Rennen schicken; ihr fehlte allerdings die notwendige Zahl von 21 Abgeordneten, um selbst einen Kandidaten benennen zu können. Die beiden übrigen Parteien im Parlament hatten für die Abstimmung die Fraktionsdisziplin aufgehoben.

## Erster Wahlgang im Parlament (30. August)
Im ersten Wahlgang trat als einziger Kandidat der von den beiden Regierungsparteien nominierte Alar Karis an. Er erhielt in geheimer Abstimmung 63 von 101 möglichen Stimmen. Damit verfehlte er die notwendige Mehrheit von 68 Stimmen.
79 Abgeordnete nahmen an der Abstimmung teil. Die EKRE boykottierte die Abstimmung, zwei Abgeordnete fehlten wegen Krankheit. Damit kam es am 31. August zu einem zweiten Wahlgang im Parlament.

## Zweiter Wahlgang im Parlament (31. August)
Im zweiten Wahlgang wurde Alar Karis als einziger Kandidat mit 72 Stimmen gewählt.

## Wahlverfahren
Das Wahlverfahren für das Amt des Staatspräsidenten ist in § 79 der estnischen Verfassung sowie im Gesetz über die Wahl des Staatspräsidenten (Vabariigi Presidendi valimise seadus) geregelt.

### Parlament
Zur Wahl ruft der Vorsitzende des estnischen Parlaments (Riigikogu) die 101 Abgeordneten zu einer Sitzung zusammen. Wahlvorschläge für den ersten Wahlgang konnten am 26., 27. und 28. August eingereicht werden; ein Wahlvorschlag benötigt die Unterstützung von mindestens 21 Abgeordneten. Gewählt ist der Kandidat, der eine Mehrheit von mindestens zwei Dritteln der Stimmen der gesetzlichen Mitgliederzahl auf sich vereinigen kann (68 Ja-Stimmen).
Erreicht im ersten Wahlgang kein Kandidat die notwendige Mehrheit, findet am 31. August ein zweiter Wahlgang statt. Hierfür können neue Kandidaten aufgestellt werden; Wahlvorschläge benötigen erneut 21 Unterstützer. Erreicht auch im zweiten Wahlgang kein Kandidat eine Zweidrittel-Mehrheit, findet am selben Tag ein dritter Wahlgang statt. Dabei treten die beiden Bestplatzierten des zweiten Wahlgangs an.
Erreicht im dritten Wahlgang kein Kandidat die erforderliche Mehrheit von zwei Dritteln, geht das Wahlrecht auf die Wahlversammlung (valimiskogu) über. Sie besteht aus den 101 Abgeordneten des Parlaments und derzeit 107 Vertretern der kommunalen Gebietskörperschaften (insgesamt 208 Wahlmänner und -frauen). Sie müssen bis zum 18. September, das heißt noch vor den anstehenden Kommunalwahlen (17. Oktober), bestimmt werden. Den Vorsitz der Wahlversammlung führt der Präsident des estnischen Parlaments.

### Wahlversammlung
Am ersten Wahlgang der Wahlversammlung (25. September) nehmen die beiden Kandidaten des dritten Wahlgangs im Parlament sowie weitere Kandidaten teil, die von mindestens 21 Mitgliedern der Wahlversammlung unterstützt werden. Gewählt ist der Kandidat, der mindestens die Hälfte der abgegebenen Stimmen auf sich vereinigen kann.
Ergibt sich im ersten Wahlgang keine erforderliche Mehrheit, findet am selben Tag ein zweiter Wahlgang statt. Darin treten die beiden Bestplatzierten des ersten Wahlgangs an. Gewählt ist, wer mindestens die Hälfte der abgegebenen Stimmen auf sich vereinigen kann.
Wird auch im zweiten Wahlgang kein Kandidat gewählt, geht das Wahlrecht erneut auf das Parlament über. Das Wahlverfahren beginnt von neuem. Dabei können auch neue Kandidaten aufgestellt werden.

## Umfragen
| Institut          | Befragungs-zeitraum | Befragte | Andrus Ansip           | Mart Helme                        | Kersti Kaljulaid | Marina Kaljurand             | Ülle Madise | Jüri Ratas               | Tarmo Soomere | Andere |
| Institut          | Befragungs-zeitraum | Befragte | Estnische Reformpartei | Eesti Konservatiivne Rahvaerakond | Parteilos        | Sotsiaaldemokraatlik Erakond | Parteilos   | Estnische Zentrumspartei | Parteilos     | Andere |
| ----------------- | ------------------- | -------- | ---------------------- | --------------------------------- | ---------------- | ---------------------------- | ----------- | ------------------------ | ------------- | ------ |
| Kantar Emor       | 11.–17. August 2021 | 1.152    | –                      | –                                 | 24 %             | 13 %                         | –           | –                        | –             | 63 %   |
| Turu-uuringute AS | 15.–21. April 2021  | –        | 5 %                    | 6 %                               | 18%              | 16 %                         | –           | 15 %                     | 8 %           | –      |
| Kantar Emor       | 8.–14. April 2021   | 1.232    | –                      | 10 %                              | 21 %             | –                            | 9 %         | 23%                      | 11 %          | –      |